# Berenguer (abat de Sant Quirze, 1448)
Berenguer, eclesiàstic català, fou abat de Sant Quirze de Colera el 1448. D'aquest abat no se'n té cap altra notícia que la inclusió als abaciologis del monestir.